# Hemlock (Michigan)
Hemlock – jednostka osadnicza w Stanach Zjednoczonych, w stanie Michigan, w hrabstwie Saginaw.